# Andrass Samuelsen
Andrass Samuelsen (dansk namnform Andreas; på färöiska förekommer även formen Andras), född 1 juli 1873 i Haldórsvík, död 30 juni 1954 i Fuglafjørður, var en färöisk politiker. Han var även Färöarnas första lagman (d. v. s. formellt ordförande för "landsstyret", i praktiken regeringschef) under självstyrestiden sedan 1948.
Samuelsen var emellan åren 1924 och 1948 partiledare för Sambandsflokkurin.

## Utmärkelser
- Riddare av Dannebrogorden,  1921[1]
- Dannebrogsmännens hederstecken,  1935[1]
- Kommendör av Dannebrogorden,  1946[1]
- Kommendör av första graden av Dannebrogorden,  1953[1]

[Redigera Wikidata]